# Orascom Construction
Pour les articles homonymes, voir Orascom.
Orascom Construction Limited (OCL) est une entreprise égyptienne de bâtiment et travaux publics active dans plus de 20 pays aux États-Unis, Moyen-Orient et en Afrique. Elle constitue un des piliers du groupe Orascom.

## Histoire
La compagnie a pour origine une entreprise fondée en 1950, en Haute-Égypte par Onsi Sawiris. 
En 1998, les industries de la construction et des matériaux de construction appartenant à la famille Sawiris sont consolidées dans une société par actions nommée Orascom Construction Industries SAE (OCI).
En 2007, Orascom Cement, la division ciment du groupe, est rachetée par le français Lafarge SA pour 8,8 milliards d'euros, une transaction qui permet au propriétaire d'Orascom, Nassef Sawiris, de gagner une participation de 11,4 % du groupe Lafarge,.
En 2015, OCI NV se sépare du groupe de travaux publics, qui devient Orascom Construction Limited,  la société est introduite au centre financier international de Dubaï (Dubai International Financial Centre) cotée en bourse sur le NASDAQ Dubai et à la Bourse d'Égypte (Egyptian Exchange, EGX).